# Dolichesia lignaria
Dolichesia lignaria är en fjärilsart som beskrevs av Rothschild 1913. Dolichesia lignaria ingår i släktet Dolichesia och familjen björnspinnare. Inga underarter finns listade i Catalogue of Life.